# Renée Taylorová
Renée Adorée Taylorová (rozená Wexler; * 19. března 1933 Bronx, New York) je americká herečka, scenáristka, dramatička, producentka a režisérka. Byla nominována na Oscara za spoluautorství scénáře k filmu Milenci a další cizinci z roku 1970. V letech 1993–1999 ztvárňovala Sylvii Fine v televizním sitcomu Chůva k pohledání.

## Raná léta
Renée Taylorová se narodila 19. března 1933 v newyorském Bronxu Charlesovi a Friedě (rozené Silversteinové) Wexlerovým, začínajícím hercům. Její matka ji pojmenovala po herečce z němých filmů Renée Adoréeové a vystudovala Americkou akademii dramatických umění.

## Kariéra
Renée Taylorová působila v 50. letech 20. století v improvizačních skupinách. Na začátku 60. let působila jako komička v newyorském nočním klubu Bon Soir. Její předskokankou byla tehdy ještě neznámá Barbra Streisandová. V roce 1967 si Taylorová zahrála herečku představující Evu Braunovou v celovečerním filmu Mela Brookse Producenti, přičemž tuto roli získala při hraní hry Luv s Genem Wilderem, kterého Brooks obsadil do role hlavního hrdiny Lea Blooma.
Taylorová a její manžel Joseph Bologna byli spoluautory broadwayské komedie Milenci a další cizinci a za scénář k filmové adaptaci z roku 1970 byli nominováni na Oscara. V roce 1971 se manželé podíleli na scénáři a hráli ve filmu Made for Each Other. Jejich scénář byl nominován na Cenu Sdružení amerických scenáristů za nejlepší komedii.
V letech 1992–1994 hrála Taylorová panovačnou židovskou matku hlavní postavy Briana Benbena v seriálu HBO Dream On. V roce 1993 byla obsazena do role matky Richarda Lewise a bývalé manželky Dona Ricklese v sitcomu stanice Fox Daddy Dearest, který byl po dvou měsících vysílání zrušen.
V roce 1993 se Taylorová objevila v sitcomu CBS Chůva k pohledání v roli Sylvie Fineové, matky Fran, hlavní postavy seriálu. Po zrušení seriálu Daddy Dearest se Taylorová během první řady Chůvy k pohledání stala stálou členkou obsazení sitcomu. Postava Taylorové měla v úmyslu pomoci dceři Fran najít manžela a vášnivě milovala jídlo. Manžel Taylorové, Joseph Bologna, se v seriálu Chůva k pohledání objevil dvakrát – poprvé jako egomaniakální herec Allan Beck, který trápil Maxwella Sheffielda (Charles Shaughnessy), a podruhé v poslední řadě jako lékař a obdivovatel Sylvie v epizodě Maternal Affairs.
V letech 2008–2012 hostovala Taylorová v seriálu Jak jsem poznal vaši matku jako paní Matsenová, sousedka Teda Mosbyho. Objevila se také v seriálu Disney Channelu Na parket!, kde ztvárnila mrzutou starší ženu, paní Lacasiovou, v domově důchodců, a v seriálu Nickelodeonu V jako Victoria, v němž ztvárnila Robbieho mrzutou babičku, která se chce naučit používat internet. Stejně jako Sylvia Fine má i postava Taylorové ze seriálu V jako Victoria manžela jménem Morty.
Kromě četných hostujících rolí namluvila postavu paní Startové v animovaném filmu Doba ledová 2: Obleva a postavu Lindiny matky Glorie v animovaném seriálu Bobovy burgery stanice Fox. Taylorová si také zahrála Marthu Bensonovou ve filmu Den naruby z roku 2009 a objevila se v seriálu Fran Drescherové Manžel k pohledání jako nejlepší přítelkyně Franiny matky.
V roce 2011 byla Taylorová obsazena do role ředitelky Gottliebové ve filmu Allen Gregory a roku 2013 si zahrála ve filmu Tylera Perryho Temptation: Confessions of a Marriage Counselor Waco Chapmanovou, majitelku společnosti Chapman Drug Company. V roce 2016 ztvárnila paní Kesslerovou ve filmu Netflixu Reparát s Adamem Sandlerem, v roce 2017 pak účinkovala ve filmu Milovník po přechodu.
Ve filmu Tango Shalom hrála Renée Taylorová po boku svého manžela Josepha Bologny, přičemž šlo o jeho poslední roli před jeho smrtí v roce 2017. Film byl uveden do kin v Severní Americe 3. září 2021 a na VOD službách a DVD v Severní Americe 29. října 2021.
Od července 2018 Taylorová účinkovala ve hře My Life on a Diet, kterou napsala společně s Bolognou, v divadle Off-Broadway Theatre at St Clement's.

## Osobní život
Renée Taylorová se 7. srpna 1965 provdala za herce Josepha Bolognu ve Stamfordu ve státě Connecticut. Měli spolu syna, filmaře Gabriela Bolognu, který režíroval své rodiče v posledním filmu, v němž spolu hráli, Tango Shalom. Manželi byli až do Bolognovy smrti v srpnu 2017.
Je židovka.